# スケアリー・キッズ・スケアリング・キッズ
スケアリー・キッズ・スケアリング・キッズ(Scary Kids Scaring Kids)とは、アメリカ合衆国,アリゾナ州,ギルバートにて結成されたポスト・ハードコアバンドである。バンド名は、1995年に解散した伝説のポスト・ハードコアバンド「Cap'n Jazz」の代表曲から取った。シンセサイザーを用いた、エレクトロニカ色の強いロックサウンドが特徴的。
また彼等は、凄まじいライブ・パフォーマンスを行うことでも知られており、アメリカでは若者を中心に大変人気が高いポスト・ハードコアバンドの一つ。
2010年のツアー終了後に解散。
2019年に再結成。

## メンバー

### 2010年解散時のメンバー
- ポーヤン・アフカリー/Pouyan Afkary - キーボード、シンセサイザー、バッキングボーカル(2002-2010、2019-現在)
- チャド・クロフォード/Chad Crawford - リードギター、ヴォーカル(2002-2010、2019-現在)
- タイソン・スティーヴンズ/Tyson Stevens - リードヴォーカル、リズムギター（2002-2010)、ベース(2002-2004) †
- DJ・ウィルソン/DJ Wilson - ベース、バッキングヴォーカル(2004-2010)、リズムギター(2002-2004)
- スティーヴ・カービー/Steve Kirby - リズムギター、バッキングヴォーカル(2004-2010)
- デレク・スミス/Derek Smith  - ドラム、パーカッション(2009-2010)

### 旧メンバー
- ピーター・コスタ/Peter Costa - ドラム(2002–2005、2019-2022)
- ジャスティン・サルター/Justin Salter - ドラム(2005–2007)
- ターナー・ウェイン/Tanner Wayne  - ドラム(2009)

脱退後、2010年にチオドスに加入し2012年に「プライベートでもビジネスでも俺たちの関係は糞みたいだった」と言い残し脱退する。2014年から2016年の春までスーサイド・サイレンスのドラムテックをやっていた。現在はカリフォルニアのバンド、Hollowsのドラマーである。

## 略歴
2002年に、タイソンら4人（タイソン、チャド、DJ、ピーター）と、最後にスティーヴとポーヤンが加わったことで結成された。その後、当時まだ高校生だった彼等は「After Dark」という名のEPを作り上げる。
そして、メンバー等が大学に進学した2003年春、ピーターが自身のピアニストになる夢を叶えるため、バンドを脱退。この頃から本格的にバンド活動を行うようになり、大手ロックサイトの「Absolutepunk」に自身のEPの楽曲をアップロードしている。
それから約1年後の2004年、大手インディーズレーベルの"Immortal Records"の目に止まり、契約を結ぶことに成功する。その直後に、同レーベルから「After Dark」を再リリース。
そして、2005年6月には1stアルバム「The City Sleeps in Flames」をリリース。
2006年8月には、2ndアルバムとなる「Scary Kids Scaring Kids」をリリースし、全米アルバムチャートにて初登場80位を記録した。
2009年12月、自身のMyspaceブログにて正式に解散を発表。
2010年に解散ツアーを行った後にバンドは解散した。
2014年10月20日朝、ヴォーカルのタイソンが自宅で死亡しているのがガールフレンドによって発見された。享年29歳。
2016年6月、バンドのツイッターアカウントのツイートがすべて削除された。その後新たなプロフィール画像が公開され、「近日公開…」の一文がプロフィールに載せられる。
同年7月、あるファンがこれはどういう意味なのかとツイッターで返信したところ、ギタリストのスティーヴ・カービーが「時が経てばわかるよ」と返答した。しかし、2017年現在アカウントはすべて初期仕様に戻っており今後の動向は不明なままである。
2019年、ポーヤン、チャド
、ピーターの3人で再結成。

## ディスコグラフィー

### アルバム
| 発売日        | アルバムのタイトル        | 販売レーベル | 全米アルバムチャート最高位 | セールス |
| 2005年5月28日 | The City Sleeps in Flames | Immortal     | -                          | -        |
| 2007年8月28日 | Scary Kids Scaring Kids   | Immortal     | 80位                       | -        |

### シングル
| 発表 | 曲名                                | 収録アルバム              |
| ---- | ----------------------------------- | ------------------------- |
| 2005 | "The Only Medicine"                 | The City Sleeps In Flames |
| 2006 | "The City Sleeps In Flames"         | The City Sleeps In Flames |
| 2006 | "My Darkest Hour"                   | The City Sleeps In Flames |
| 2007 | "Faces" - Written by James Ethridge | Scary Kids Scaring Kids   |
| 2007 | "Snake Devil"                       | Scary Kids Scaring Kids   |
| 2007 | "The Deep End"                      | Scary Kids Scaring Kids   |

### EP
- After Dark EP (2003)